# Xylocalyx carterae
Xylocalyx carterae är en snyltrotsväxtart som beskrevs av M. Thulin. Xylocalyx carterae ingår i släktet Xylocalyx och familjen snyltrotsväxter. Inga underarter finns listade i Catalogue of Life.